# Municipio de Lexington (Ohio)
El municipio de Lexington (en inglés: Lexington Township) es un municipio ubicado en el condado de Stark en el estado estadounidense de Ohio. En el año 2010 tenía una población de 5444 habitantes y una densidad poblacional de 85,88 personas por km².

## Geografía
El municipio de Lexington se encuentra ubicado en las coordenadas 40°57′14″N 81°8′21″O / 40.95389, -81.13917. Según la Oficina del Censo de los Estados Unidos, el municipio tiene una superficie total de 63.39 km², de la cual 57.86 km² corresponden a tierra firme y (8.73%) 5.53 km² es agua.

## Demografía
Según el censo de 2010, había 5444 personas residiendo en el municipio de Lexington. La densidad de población era de 85,88 hab./km². De los 5444 habitantes, el municipio de Lexington estaba compuesto por el 93.99% blancos, el 4.08% eran afroamericanos, el 0.06% eran amerindios, el 0.37% eran asiáticos, el 0.02% eran isleños del Pacífico, el 0.24% eran de otras razas y el 1.25% pertenecían a dos o más razas. Del total de la población el 0.84% eran hispanos o latinos de cualquier raza.